# Текудер
Текудер (Токудар, Тагудар, Тегудер; монг. Ахмед Тэкүдэр, перс. تگودار‎, мусульманское имя — Султан Ахмед, монг. Султан Ахмад; ок. 1247 — 10 августа 1284) — ильхан государства Хулагуидов (1282—1284), седьмой сын Хулагу, брат Абака-хана.

## Биография

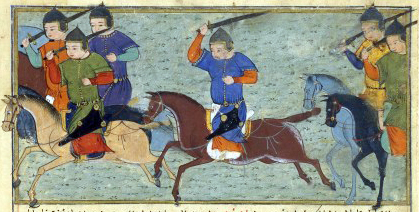
Текудер во главе монгольских всадников

В юности Текудер был крещён под именем Николая. После его вступления на престол принял ислам, первым из ильханов. В одном из первых указов обратился к жителям Багдада, прежней столицы Аббасидов, с извещением о принятии им ислама и обещанием покровительства мусульманам. По одним источникам, он обратил церкви и языческие храмы в мечети; согласно Бар-Эбрею, напротив, был терпимым правителем по отношению к приверженцам всех вероисповеданий, особенно к христианам.
Ахмед Текудер вёл переговоры с египетскими мамлюками об установлении дружественных отношений. В Египет было направлено два посольства с предложением наладить торговые связи между двумя государствами.
Племянник Ахмеда Аргун, правитель Хорасана, при поддержке монгольской знати, недовольной политикой ильхана, разгромил его и взошёл на престол. Ахмед Текудер был казнён, по монгольскому обычаю, без пролития крови — ему сломали хребет.